# Hollfeld
Hollfeld is een gemeente in de Duitse deelstaat Beieren, en maakt deel uit van de Landkreis Bayreuth.
Hollfeld telt 5.024 inwoners.

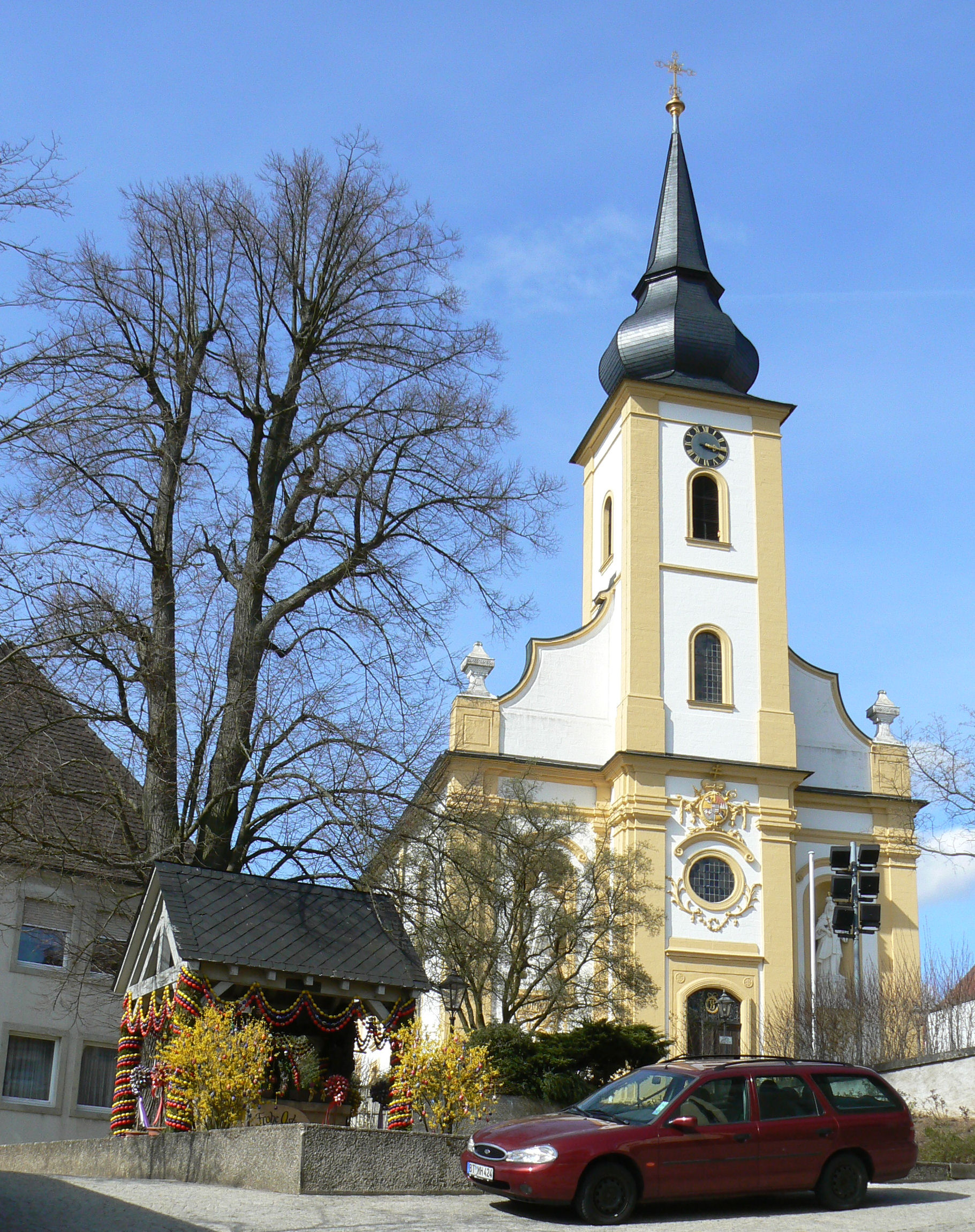
Mariä Himmelfahrt
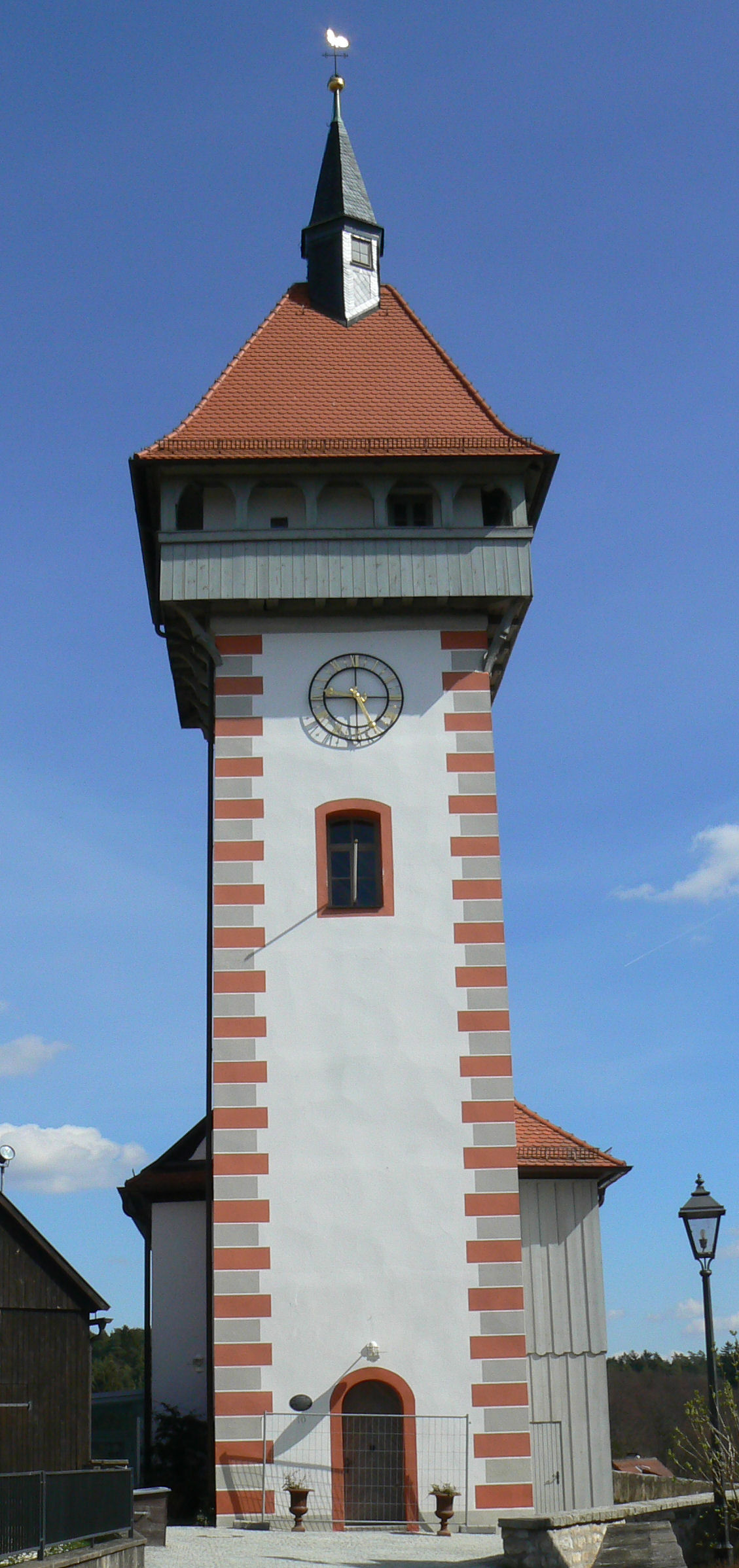
Gangolfsturm
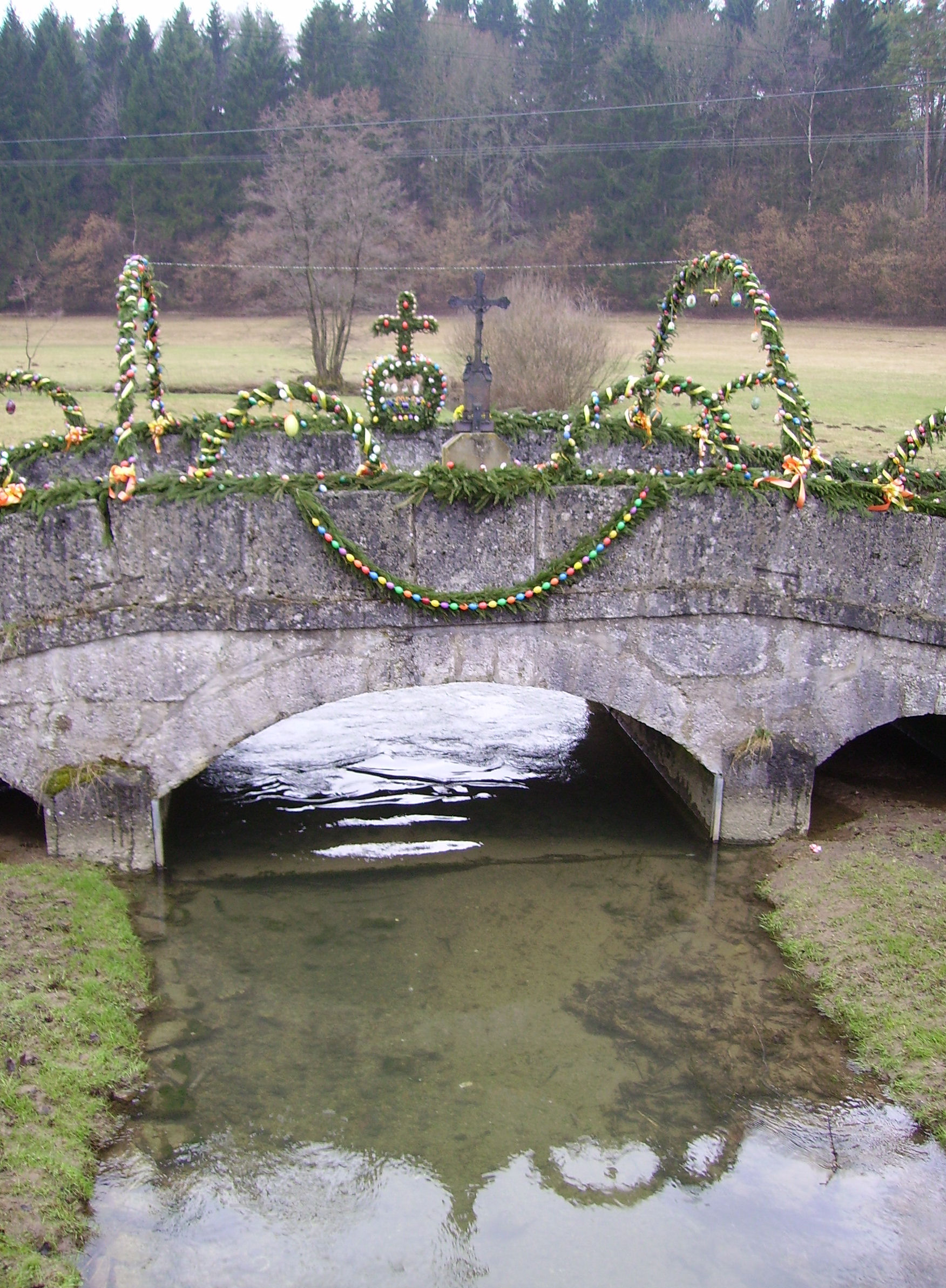
Drosendorf

|             |             |             |            |             |             |           |
| Drosendorf  | Fernreuth   | Freienfels  | Gottelhof  | Hainbach    | Höfen       | Hollfeld  |
|             |             |             |            |             |             |           |
| Kainach     | Krögelstein | Loch        | Moggendorf | Neidenstein | Pilgerndorf | Schönfeld |
|             |             |             |            |             |             |           |
| Stechendorf | Tiefenlesau | Treppendorf | Weiher     | Welkendorf  | Wiesentfels | Wohnsdorf |

- Website

Ahorntal ·
Aufseß ·
Bad Berneck im Fichtelgebirge ·
Betzenstein ·
Bindlach ·
Bischofsgrün ·
Creußen ·
Eckersdorf ·
Emtmannsberg ·
Fichtelberg ·
Gefrees ·
Gesees ·
Glashütten ·
Goldkronach ·
Haag ·
Heinersreuth ·
Hollfeld ·
Hummeltal ·
Kirchenpingarten ·
Mehlmeisel ·
Mistelbach ·
Mistelgau ·
Pegnitz ·
Plankenfels ·
Plech ·
Pottenstein ·
Prebitz ·
Schnabelwaid ·
Seybothenreuth ·
Speichersdorf ·
Waischenfeld ·
Warmensteinach ·
Weidenberg